# Édouard Andrieu
Édouard Andrieu est un homme politique français né le 20 décembre 1862 à Albi (Tarn) et décédé le 9 juin 1944 à Albi
Avocat, il est conseiller municipal d'Albi en 1892 puis maire en 1897. Il est député du Tarn de 1898 à 1919, inscrit au groupe Radical-socialiste. Il est sénateur du Tarn de 1920 à 1936, inscrit au groupe de la Gauche démocratique.

## Sources
- « Édouard Andrieu », dans le Dictionnaire des parlementaires français (1889-1940), sous la direction de Jean Jolly, PUF, 1960 [détail de l’édition]